# بازیکن سال فوتبال چک
بازیکن سال فوتبال چک (به انگلیسی: Czech Footballer of the Year), (چکی: Fotbalista roku) توسط اتحادیه فوتبال جمهوری چک اهدا می‌شود. بازیکنان چک در داخل و خارج از کشور واجد شرایط دریافت این جایزه هستند. جوایز بازیکن جوان، مربی و شخصیت سال لیگ یک چک نیز در این مراسم اهدا می‌شود. این جایزه برای اولین بار در سال ۱۹۶۵ و در چکسلواکی اهدا شد و یان پوپلوهر اولین برنده آن بود.
در مراسم سال ۲۰۱۲، پتر چخ این جایزه را برای ششمین بار به دست آورد و رکورد پنج برد قبلی را که در اختیار همکارش، دروازه‌بان، ایوو ویکتور بود، پشت سر گذاشت. ویکتور قبلاً بیش از هر بازیکن دیگری این جایزه را دریافت کرده بود و پنج بار در دوره چکسلواکی بین سال‌های ۱۹۶۸ تا ۱۹۷۶ برنده این جایزه شد.
جایزه فوتبالی دیگر در جمهوری چک، توپ طلا است که توسط خبرنگاران ورزشی اهدا می‌شود.

## برندگان

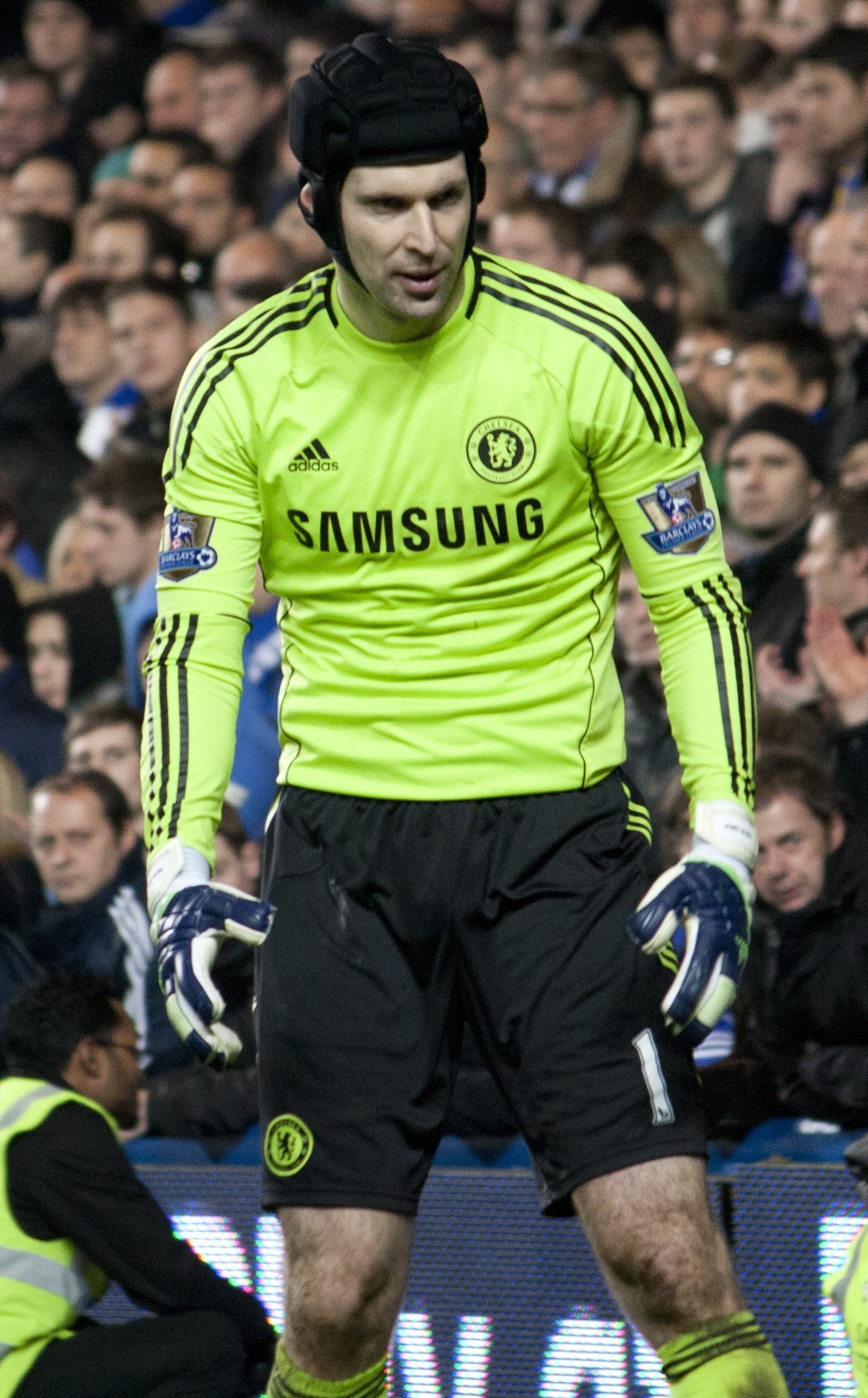
پتر چک، نه بار این عنوان را کسب کرد.

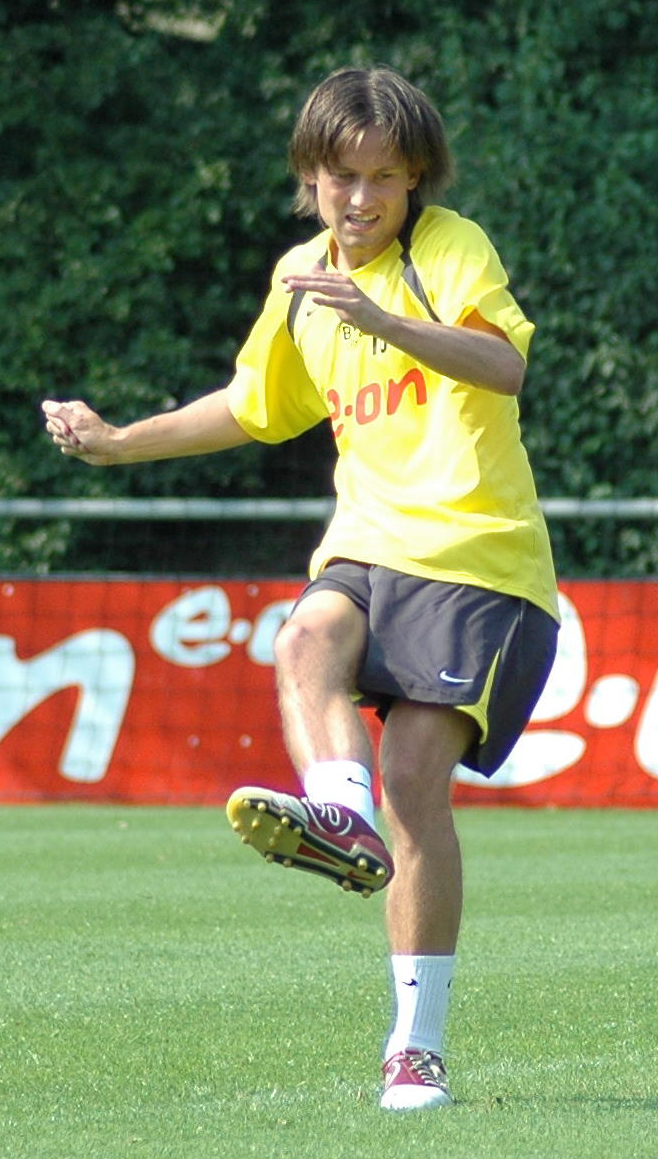
توماش روسیتسکی در طی دوران بازی‌اش، سه بار به این عنوان برگزیده شد.

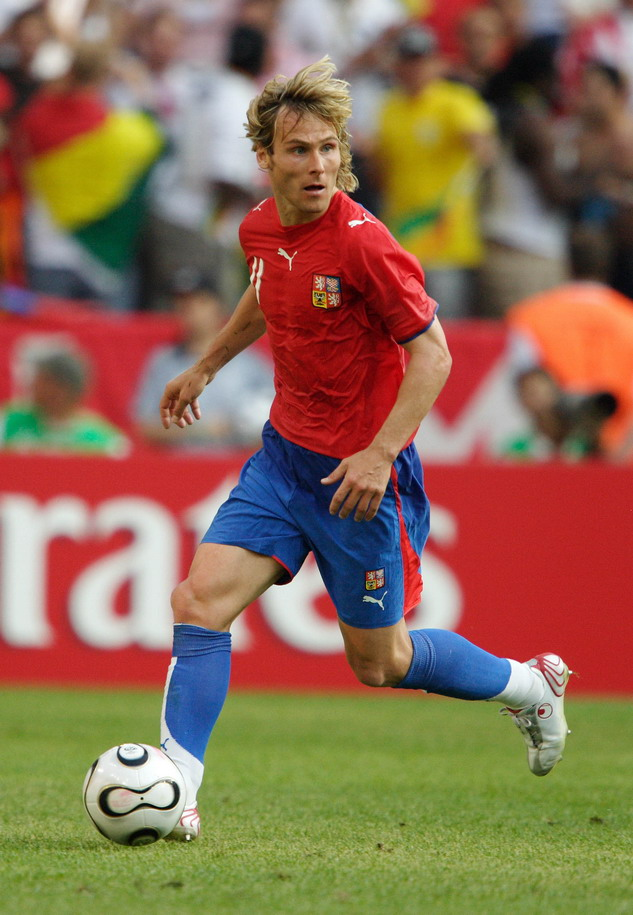
پاول ندود چهار بار این جایزه را دریافت کرد.

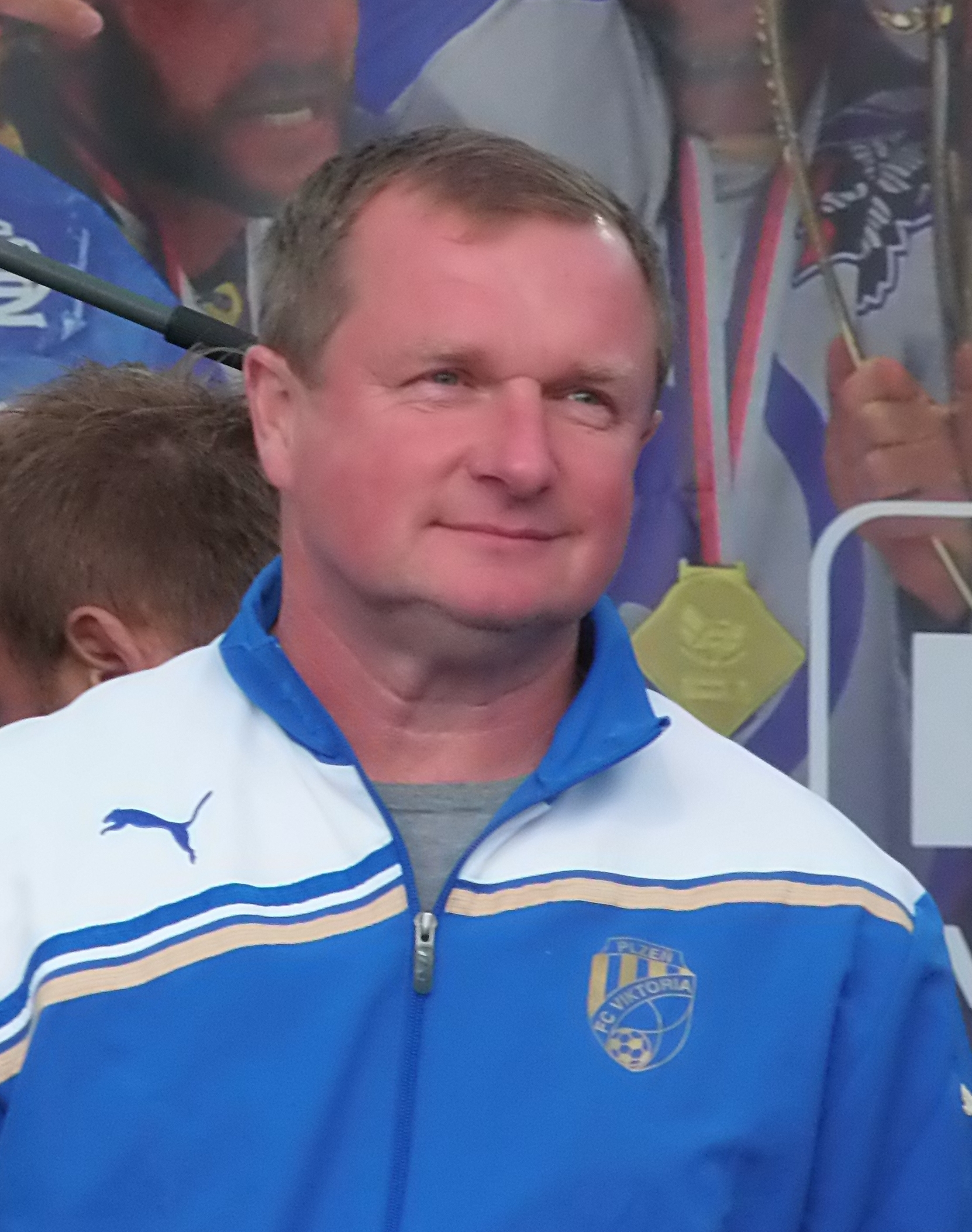
پاول وربا برنده هشت بار عنوان بهترین سرمربی است.

این جایزه، هرساله و از اولین دوره آن در سال ۱۹۶۵ اهدا می‌شود. در سال ۱۹۹۶، دو بازیکن، این جایزه را به اشتراک دریافت کردند.

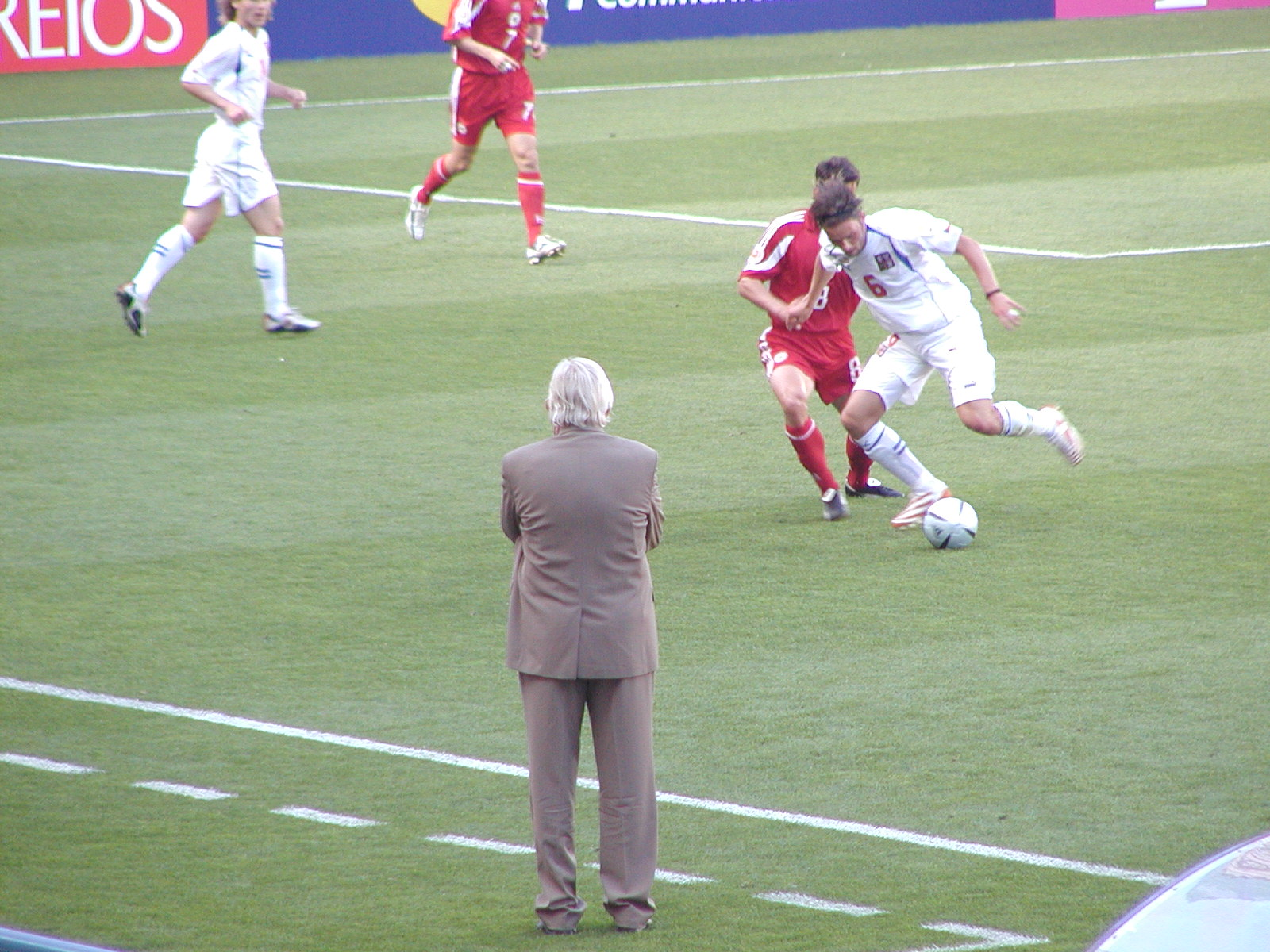
کارل بروکنر در دوران سرمربیگری شش بار بهترین سرمربی شد

| multiple award winners in the same season | نشان می‌دهد که در همان سال، این بازیکن برنده جوایز متعددی شده‌است. |

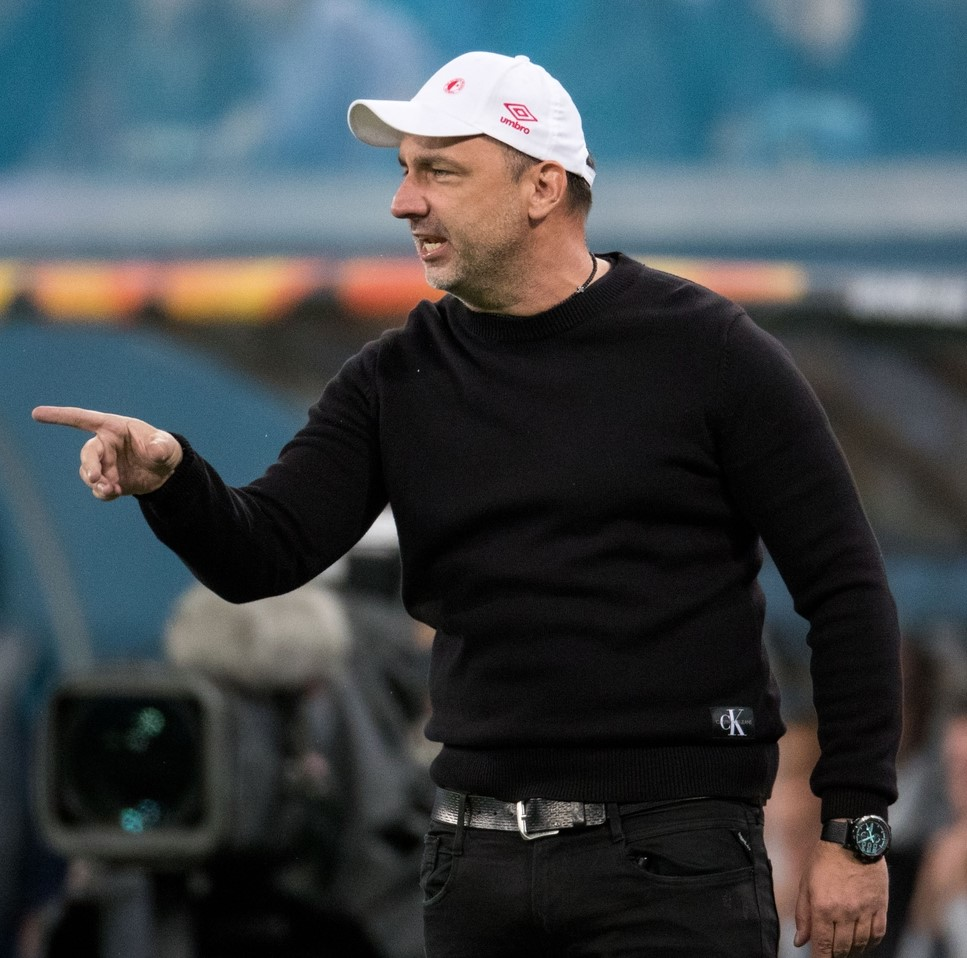
ییندرژیخ ترپیشوفسکی دارنده ۴ عنوان برترین سرمربی

| سال  | بازیکن             | باشگاه         | یادداشت |
| ---- | ------------------ | -------------- | ------- |
| ۱۹۹۳ | پتر کوبا           | اسپارتا پراها  | [ ۴ ]   |
| ۱۹۹۴ | پاول کوکا          | کایزرسلاوترن   | [ ۵ ]   |
| ۱۹۹۵ | رادک درولاک        | درنوویتس       | [ ۶ ]   |
| ۱۹۹۶ | پاتریک برگر        | لیورپول        |         |
| ۱۹۹۶ | کارل پوبورسکی      | منچستر یونایتد |         |
| ۱۹۹۷ | یرژی نمتس          | شالکه          | [ ۷ ]   |
| ۱۹۹۸ | پاول ندود (۱)      | لاتزیو         | [ ۸ ]   |
| ۱۹۹۹ | یان کولر           | اندرلکت        | [ ۹ ]   |
| ۲۰۰۰ | پاول ندود (۲)      | لاتزیو         | [ ۱۰ ]  |
| ۲۰۰۱ | توماش روسیتسکی (۱) | دورتموند       |         |
| ۲۰۰۲ | توماش روسیتسکی (۲) | دورتموند       |         |
| ۲۰۰۳ | پاول ندود (۳)      | یوونتوس        | [ ۱۱ ]  |
| ۲۰۰۴ | پاول ندود (۴)      | یوونتوس        | [ ۱۲ ]  |
| ۲۰۰۵ | پیتر چک (۱)        | چلسی           | [ ۱۳ ]  |
| ۲۰۰۶ | توماش روسیتسکی (۳) | آرسنال         | [ ۱۴ ]  |
| ۲۰۰۷ | مارک یانکولوفسکی   | میلان          | [ ۱۵ ]  |
| ۲۰۰۸ | پیتر چک (۲)        | چلسی           | [ ۱۶ ]  |
| ۲۰۰۹ | پیتر چک (۳)        | چلسی           | [ ۱۷ ]  |
| ۲۰۱۰ | پیتر چک (۴)        | چلسی           | [ ۱۸ ]  |
| ۲۰۱۱ | پیتر چک (۵)        | چلسی           | [ ۱۹ ]  |
| ۲۰۱۲ | پیتر چک (۶)        | چلسی           | [ ۲۰ ]  |
| ۲۰۱۳ | پیتر چک (۷)        | چلسی           | [ ۲۱ ]  |
| ۲۰۱۴ | داوید لافاتا       | اسپارتا پراها  | [ ۲۲ ]  |
| ۲۰۱۵ | پیتر چک (۸)        | آرسنال         | [ ۲۳ ]  |
| ۲۰۱۶ | پیتر چک (۹)        | آرسنال         | [ ۲۴ ]  |
| ۲۰۱۷ | ولادیمیر داریدا    | هرتا برلین     | [ ۲۵ ]  |
| ۲۰۱۸ | توماش واتسلیک      | سویا           | [ ۲۶ ]  |
| ۲۰۱۹ | توماش سوچک (۱)     | اسلاویا پراها  | [ ۲۷ ]  |
| ۲۰۲۰ | توماش سوچک(۲)      | وستهام یونایتد | [ ۲۸ ]  |
| ۲۰۲۱ | پاتریک شیک (۱)     | بایرلورکوزن    | [ ۲۹ ]  |
| ۲۰۲۲ | پاتریک شیک (۲)     | بایرلورکوزن    | [ ۳۰ ]  |
| ۲۰۲۳ | توماس سوچک (۳)     | وستهام یونایتد | [ ۳۱ ]  |

### دیگر جوایز
| سال  | مربی سال                                       | استعداد برتر سال                       | شخصیت لیگ                          |
| ---- | ---------------------------------------------- | -------------------------------------- | ---------------------------------- |
| ۱۹۹۳ | دوشان اورین (اسپارتا پراگ)                     | ---                                    | ---                                |
| ۱۹۹۴ | ولاستیمیل پترژلا (باشگاه فوتبال اسلوان لیبرتس) | ریخارد دوستالک (برنو)                  | یوزف خوانتس (اسپارتا پراگ)         |
| ۱۹۹۵ | دوشان اورین (تیم ملی جمهوری چک)                | ایوو اولیخ (هرادتس کرالووه)            | یان استیسکال (اسلاویا پراگ)        |
| ۱۹۹۶ | دوشان اورین (تیم ملی)                          | مارک زوبک (برنو)                       | رادک درولاک (درنوویتس)             |
| ۱۹۹۷ | فرانتیشک سیپرو (اسلاویا پراگ)                  | مارتین لوکش (بانیک استراوا)            | اسلادیان آشانین (اسلاویا پراگ)     |
| ۱۹۹۸ | جوزف چواناک (تیم ملی جمهوری چک)                | توماش دوشک (ویکتوریا پلزن)             | یاروسلاف شیلهاوی (ویکتوریا ژیژکوف) |
| ۱۹۹۹ | جوزف چواناک (تیم ملی جمهوری چک)                | توماش روسیتسکی (اسپارتا پراگ)          | ازدنک یانوش (یابلونتس)             |
| ۲۰۰۰ | جوزف چواناک (تیم ملی جمهوری چک)                | میلان باروش (بانیک استراوا)            | الدژیخ ماخالا (سیگما الوموتس)      |
| ۲۰۰۱ | کارل بروکنر (تیم ملی زیر ۲۱ سال جمهوری چک)     | پتر چک (اشمل بلشانی/اسپارتا پراگ)      | میروسلاف کادلتس (درنوویتس/برنو)    |
| ۲۰۰۲ | کارل بروکنر (تیم ملی جمهوری چک)                | توماش هیپشمان (اسپارتا پراگ)           | یرژی نمتس (اشمل بلشانی)            |
| ۲۰۰۳ | کارل بروکنر(تیم ملی جمهوری چک)                 | یان لاشتوفکا (بانیک استراوا)           | کارل پوبورسکی (اسپارتا پراگ)       |
| ۲۰۰۴ | کارل بروکنر (تیم ملی جمهوری چک)                | توماش یون (اسپارتا پراگ)               | کارل پوبورسکی (اسپارتا پراگ)       |
| ۲۰۰۵ | کارل بروکنر (تیم ملی جمهوری چک)                | مارتین لاتکا (اسلاویا پراگ)            | کارل پوبورسکی (اسپارتا پراگ)       |
| ۲۰۰۶ | ویتسلاف لاویچکا (باشگاه فوتبال اسلوان لیبرتس)  | دانیل کولایژ (اسپارتا پراگ)            | یارومیر بلاژک (اسپارتا پراگ)       |
| ۲۰۰۷ | کارل بروکنر (تیم ملی جمهوری چک)                | مارتین فنین (تپلیس/اینتراخت فرانکفورت) | پاول وربیژ (تپلیتسه)               |
| ۲۰۰۸ | کارل یارولیم (اسلاویا پراگ)                    | توماش نتسیت (یابلونتس/اسلاویا پراگ)    | ولادیمیر اشمیتسر (اسلاویا پراگ)    |
| ۲۰۰۹ | فرانتیشک کومناتسکی (یابلونتس)                  | آدام هلوشک (یابلونتس/اسلاویا پراگ)     | تتوماش رژپکا (اسپارتا پراگ)        |
| ۲۰۱۰ | پاول وربا (ویکتوریا پلزن)                      | واتسلاف کادلتس (اسپارتا پراگ)          | پاول هوروات (ویکتوریا پلزن)        |
| ۲۰۱۱ | پاول وربا (ویکتوریا پلزن)                      | لادیسلاف کریچی (اسپارتا پراگ)          | پاول هوروات (ویکتوریا پلزن)        |
| ۲۰۱۲ | پاول وربا (ویکتوریا پلزن)                      | توماش کالاس (ویتسه)                    | پاول هوروات (ویکتوریا پلزن)        |
| ۲۰۱۳ | پاول وربا (ویکتوریا پلزن)                      | ماتی ویدرا (وست برومویچ آلبیون)        | پاول هوروات (ویکتوریا پلزن)        |
| ۲۰۱۴ | پاول وربا (تیم ملی جمهوری چک)                  | یان بارانک (بانیک استراوا)             | داوید لافاتا (اسپارتا پراگ)        |
| ۲۰۱۵ | پاول وربا (تیم ملی جمهوری چک)                  | واتسلاو چرنی (آژاکس)                   |                                    |
| ۲۰۱۶ | ویتسلاف لاویچکا (تیم ملی زیر ۲۱ سال جمهوری چک) | پاتریک شیک (سمپدوریا)                  |                                    |
| ۲۰۱۷ | پاول وربا (ویکتوریا پلزن)                      | یاکوب یانکتو (اودینزه)                 |                                    |
| ۲۰۱۸ | پاول وربا (ویکتوریا پلزن)                      | داوید لیسخکا (یابلونتس)                |                                    |
| ۲۰۱۹ | ییندرژیخ ترپیشوفسکی (اسلاویا پراگ)             | آدام هلوژک (اسپارتا پراگ)              |                                    |
| ۲۰۲۰ | ییندرژیخ ترپیشوفسکی (اسلاویا پراگ)             | داوید زیما (اسلاویا پراگ)              |                                    |
| ۲۰۲۱ | ییندرژیخ ترپیشوفسکی (اسلاویا پراگ)             | آدام کارابیک(اسپارتا پراگ)             |                                    |
| ۲۰۲۲ | میخال بلیک(ویکتوریا پلزن)                      | میکال شوچیک(برنو)                      |                                    |
| ۲۰۲۳ | ییندرژیخ ترپیشوفسکی (اسلاویا پراگ)             | مارتین ویتیک(اسپارتا پراگ)             |                                    |